# Alpenrhein
Alpenrhein – część rzeki Ren pomiędzy złączeniem Vorderrhein i Tylnego Renu a ujściem rzeki do Jeziora Bodeńskiego. Ma 63 mile (101 km) długości. Na odcinku od Reichenau do Sargans płynie w całości przez terytorium Szwajcarii. Przez następne 19 mil (31 km) stanowi naturalną granicę między Szwajcarią a Liechtensteinem, a na końcowym odcinku oddziela Szwajcarię od Austrii. Wody rzeki są gęste od mułu.